# Эррера, Хуан
Хуан Эррера (англ. Juan Herrera; род 12 января 1958) —  мексиканский боксёр-профессионал выступавший в наилегчайшей весовой категории. Чемпион мира по версии WBA (1981 — 1982).

## Карьера
Хуан Эррера дебютировал на профессиональном ринге 3 марта 1976 года победив по очкам Пепе Джименеза. 26 сентября 1981 года выиграл поединок против Луиса Ибарры (24-2) за титул чемпиона мира в наилегчайшем весе по версии WBA. 19 декабря того же года защитил титул в бою с венесуэльским спортсменом Бетулио Гонсалесом (78-8-3). 1 мая 1982 года проиграл техническим нокаутом в 13-м раунде аргентинскому боксёру Сантосу Ласьяру (42-6-10) и утратил чемпионский титул.
28 января 1984 года в поединке-реванше проиграл раздельным судейским решением Сантосу Ласьяру (54-6-10). 5 декабря 1986 года проиграл по очкам ямайскому боксёру Ричарду Кларку (12-2) в бою за вакантный титул континентального чемпиона Америки по версии WBC.
23 июля 1988 года провёл последний поединок в профессиональной карьере, проиграв техническим нокаутом мексиканцу Хавьеру Лукасу (31-5). Всего за свою карьеру Эррера провёл  52 боя, 40 выиграл (26 досрочно), 11 проиграл (4 досрочно) и один завершился ничьей.